# Makaronesa tinctipennis
Makaronesa tinctipennis är en stekelart som först beskrevs av Walker 1872.  Makaronesa tinctipennis ingår i släktet Makaronesa och familjen puppglanssteklar. Inga underarter finns listade i Catalogue of Life.